# Lomera
Lomera é um gênero de mariposa pertencente à família Acrolophidae.